# Magda Mattel
Magda Mattel (Sallanches, 14 gennaio 1980) è un'ex sciatrice alpina francese.

## Biografia
Originaria di Les Contamines-Montjoie e attiva in gare FIS dal dicembre del 1995, la Mattel esordì in Coppa Europa il 18 dicembre 1996 a Haus in discesa libera (48ª) e in Coppa del Mondo il 15 dicembre 2001 a Val-d'Isère in supergigante (53ª). Nel 2003 in Coppa Europa conquistò i suoi tre podi di carriera, il primo a Tignes in discesa libera l'8 gennaio (3ª) e l'ultimo il 14 febbraio a Maribor in supergigante, sua unica vittoria; nello stesso anno ottenne il miglior piazzamento in Coppa del Mondo, il 7 dicembre a Lake Louise in supergigante (6ª).
Ai Mondiali di Bormio/Santa Caterina Valfurva 2005, sua unica presenza iridata, si classificò 16ª nella discesa libera e 20ª nel supergigante; prese per l'ultima volta il via in Coppa del Mondo il 1º dicembre 2007 a Lake Louise in discesa libera (51ª) e si ritirò al termine di quella stessa stagione 2007-2008: la sua ultima gara fu lo slalom gigante dei Campionati francesi 2008, disputato il 24 marzo ad Auron e chiuso dalla Mattel al 19º posto.

## Palmarès

### Coppa del Mondo
- Miglior piazzamento in classifica generale: 67ª nel 2004

### Coppa Europa
- Miglior piazzamento in classifica generale: 10ª nel 2003
- 3 podi:
  - 1 vittoria
  - 2 terzi posti

#### Coppa Europa - vittorie
| Data             | Località | Paese    | Specialità |
| ---------------- | -------- | -------- | ---------- |
| 14 febbraio 2003 | Maribor  | Slovenia | SG         |

Legenda:

SG = supergigante

### Australia New Zealand Cup
- Miglior piazzamento in classifica generale: 10ª nel 2008
- 2 podi:
  - 2 secondi posti

### Campionati francesi
- 3 medaglie:
  - 3 bronzi (discesa libera nel 2004; discesa libera, supergigante nel 2005)